# Charles Dago
Charles Dago (Issia, 1º  novembre 1975) è un ex calciatore ivoriano, di ruolo attaccante.

## Carriera

### Club
Ha giocato nel campionato ivoriano, belga, emiratino e kuwaitiano.

### Nazionale
Con la maglia della Nazionale ha partecipato alla Coppa d'Africa nel 2000.